# Katherine J. Cocks
Katherine J. Cocks es la primera grabación de la banda mallorquina de Punk Rock, No Children. Se trata de un Maxi-CD de 2000 que consta de 5 canciones.

## Lista de canciones
01. «Dear Friends» 2'33

02. «Straight Jeans» 2'22

03. «Relationshit» 3'13

04. «Katherine J. Cocks» 3'19

05. «Charlie Brown» 4'02

- Datos: Q2880895